# Barusia korculana
Barusia korculana är en spindelart som först beskrevs av Josef Kratochvíl och Miller 1939.  Barusia korculana ingår i släktet Barusia och familjen Leptonetidae.
Artens utbredningsområde är Kroatien. Inga underarter finns listade.